# Tube Selectron
Le tube Selectron était une forme de mémoire vive d'ordinateur développée à partir de 1946 par Jan A. Rajchman et son équipe de la compagnie RCA sous la direction de Vladimir Zworykin, le père du téléviseur et de plusieurs autres inventions.

## Histoire
Le développement du tube Selectron a commencé en 1946 à la demande de John von Neumann de l'Institute for Advanced Study qui travaillait à la conception de l'IAS machine et était à la recherche d'une nouvelle forme de mémoire rapide. RCA a répondu à la demande en proposant un tube Selectron d'une capacité de 4096 bits, avec la promesse d'en produire 200 unités avant la fin de l'année. Cependant, le tube Selectron s'est avéré beaucoup plus difficile à produire que prévu et il n'était toujours pas disponible au milieu de 1948. Confrontés à ce retard, les concepteurs de la machine IAS ont décidé d'utiliser le tube de Williams pour construire la mémoire rapide de leur ordinateur et le tube Selectron a perdu son premier client.
RCA a continué à travailler sur le concept et a réduit le tube a une capacité de 256 bits. Le nouveau tube devait couter 500 $ l'unité lorsque produit en grande quantité. Mais, bien qu'ils soient plus rapides et plus fiables que les tubes de Williams, à cause de leur coût et de leur faible disponibilité[réf. nécessaire], les tubes Seletron de 256 bits n'ont été utilisés que dans un ordinateur : le JOHNNIAC de la RAND Corporation.
Au début des années 1950, les tubes Selectron et les tubes de Williams ont tous les deux été éclipsés par les tores magnétiques, plus compacts et moins coûteux.

## Source
- (en) Cet article est partiellement ou en totalité issu de l’article de Wikipédia en anglais intitulé « Selectron tube » (voir la liste des auteurs).